# Synopeas floridanum
Synopeas floridanum är en stekelart som först beskrevs av William Harris Ashmead 1893.  Synopeas floridanum ingår i släktet Synopeas och familjen gallmyggesteklar. Inga underarter finns listade i Catalogue of Life.